# Kamienna Góra
Kamienna Góra é um município da Polônia, na voivodia da Baixa Silésia e no condado de Kamienna Góra. Estende-se por uma área de 18 km², com 19 457 habitantes, segundo os censos de 2017, com uma densidade 1080,9 hab/km².